# Louka, Blansko
Louka là một làng thuộc huyện Blansko, vùng Jihomoravský, Cộng hòa Séc.